# Anuropus pacificus
Anuropus pacificus is een pissebed uit de familie Anuropidae. De wetenschappelijke naam van de soort is voor het eerst geldig gepubliceerd in 1973 door Lincoln & Jones.